# Gematria
Niektóre z zamieszczonych tu informacji wymagają weryfikacji.
Dokładniejsze informacje o tym, co należy poprawić, być może znajdują się w dyskusji tego artykułu.
 Po wyeliminowaniu niedoskonałości należy usunąć szablon {{Dopracować}} z tego artykułu.
Gematria (hebr. גימטריה z grec. γεωμετρια) – system numerologii opierający się na języku i alfabecie hebrajskim, zaś samo słowo gematria pochodzi od greckiego słowa geometria. Istnieje kilka form gematrii, między innymi "odkryta" i "mistyczna".

## Gematria odkryta
Jest to najbardziej powszechna forma gematrii, używana czasami w Talmudzie i Midraszu i szczególnie popularna u wielu potalmudycznych komentatorów. Polega na przekształcaniu słów na liczby, zwykle przez przypisanie liczby do każdej litery alfabetu hebrajskiego. Po konwersji na liczbę słowa są porównywane do podobnie przekształconych innych słów i z podobieństw wyciągane są wnioski. Komentarzem niemal w całości poświęconym gematrii jest Baal ha-Turim autorstwa rabina Jakuba ben Aszera.
Gematria była często używana przez Maharala z Pragi i chasydzkich komentatorów Tory (jak na przykład Sefath Emmeth z Góry Kalwarii).

## Gematria mistyczna
Gematria mistyczna jest systemem rozpoznawania związków między sefirami a literami alfabetu hebrajskiego. System ten był rozwijany przez mistyczny nurt judaizmu, w pismach takich jak Zohar. 
Przykładem zastosowania gematrii są liczby hebrajskie. Choć są 22 litery hebrajskie, do wyrażenia liczb w zakresie od 1 do 999 potrzebnych jest 27 znaków – po dziewięć dla jednostek, dziesiątek i setek. Mistyczny hebrajski system notacji liczb uzupełnia brakujące pięć znaków tak zwanymi sofit – formami liter końcowych stosowanymi na końcu wyrazów. Znaki te nie są używane w niemistycznej numeracji.

## Wartości liczbowe liter
| Liczba | Litera | Nazwa litery |
| ------ | ------ | ------------ |
| 1      | א      | Alef         |
| 2      | ב      | Bet          |
| 3      | ג      | Gimel        |
| 4      | ד      | Dalet        |
| 5      | ה      | Hej          |
| 6      | ו      | Waw          |
| 7      | ז      | Zajin        |
| 8      | ח      | Chet         |
| 9      | ט      | Tet          |

| Liczba | Litera | Nazwa litery |
| ------ | ------ | ------------ |
| 10     | י      | Jud          |
| 20     | כ      | Kaf          |
| 30     | ל      | Lamed        |
| 40     | מ      | Mem          |
| 50     | נ      | Nun          |
| 60     | ס      | Samech       |
| 70     | ע      | Ajin         |
| 80     | פ      | Pej          |
| 90     | צ      | Cadi         |

| Liczba | Litera | Nazwa litery   |
| ------ | ------ | -------------- |
| 100    | ק      | Kof            |
| 200    | ר      | Resz           |
| 300    | ש      | Szin           |
| 400    | ת      | Taw            |
| 500    | ך      | Kaf (końcowe)  |
| 600    | ם      | Mem (końcowe)  |
| 700    | ן      | Nun (końcowe)  |
| 800    | ף      | Pej (końcowe)  |
| 900    | ץ      | Cadi (końcowe) |